# Agentur der Europäischen Union für die Aus- und Fortbildung auf dem Gebiet der Strafverfolgung
Die Agentur der Europäischen Union für die Aus- und Fortbildung auf dem Gebiet der Strafverfolgung (bis 30. Juni 2016: Europäische Polizeiakademie (EPA) (französisch Collège Européen de Police, CEPOL)) ist eine europäische Einrichtung zur Ausbildung der europäischen Polizei.
Die Europäische Polizeiakademie wurde durch den Beschluss des Rates der europäischen Justiz- und Innenminister im Jahr 2000 gegründet. Das Sekretariat der durch den Beschluss 2005/681/JI des Rates vom 20. September 2005 im Jahr 2005 als Agentur der Europäischen Union (EU) errichteten EPA war in Bramshill House in der englischen Grafschaft Hampshire im Vereinigten Königreich ansässig. Seit November 2014 hat sie ihren Sitz in Ungarns Hauptstadt Budapest.
In der CEPOL arbeiten die verschiedenen Ausbildungseinrichtungen der Mitgliedstaaten zusammen. Für Deutschland ist dies die Deutsche Hochschule der Polizei (DHPol) in Münster-Hiltrup. Zweck der CEPOL ist die Stärkung der Zusammenarbeit der nationalen Behörden auf dem Gebiet der Verbrechensbekämpfung und -vorbeugung. Die CEPOL kooperiert auch mit nationalen Polizeiakademien außerhalb der EU. Besondere Zusammenarbeit findet mit den Beitrittsstaaten und mit den Staaten Norwegen und Island sowie der Mitteleuropäischen Polizeiakademie (MEPA) statt.